# Число Россби
Число́ Ро́ссби (Ro) — безразмерное число, критерий подобия, используемый для описания потока. Названо в честь Карла Густава Россби. Является отношением между силой инерции и силой Кориолиса. В уравнении Навье — Стокса — это члены {\displaystyle v\cdot \nabla v\sim U^{2}/L} (сила инерции) и {\displaystyle \Omega \times v\sim U\Omega } (сила Кориолиса). Часто используется для описания геофизических явлений в океане и атмосфере, где характеризует важность ускорения Кориолиса, вызываемого вращением Земли. Также известно как число Кибеля (Ki).

## Математическое выражение
Число Россби обозначается как {\displaystyle \mathrm {Ro} } (а не как {\displaystyle R_{o}}) и определяется следующим образом:
{\displaystyle \mathrm {Ro} ={\frac {U}{Lf}},}
где {\displaystyle U} — характерная скорость геофизического явления (циклона, океанского вихря), {\displaystyle L} — характерный пространственный масштаб геофизического явления, {\displaystyle f=2\Omega \sin \varphi } — параметр Кориолиса, где {\displaystyle \Omega } — угловая скорость вращения Земли, а {\displaystyle \varphi } — широта.

## Использование
Малое число Россби — признак системы, которая подвержена значительному влиянию силы Кориолиса. Большое число Россби — признак системы, в которой доминируют сила инерции и центробежная сила. Например, для торнадо число Россби большое (≈103, высокая скорость и малый пространственный масштаб), а для системы низкого давления (такой как циклон) оно мало (≈0,1—1). Для различных явлений в океане число Россби может варьировать в масштабах ≈10−2—102. В результате действие силы Кориолиса на торнадо ничтожно и баланс достигается между барическим градиентом и центробежной силой (циклострофический баланс).
В системах низкого давления центробежная сила ничтожна, и баланс достигается между силой Кориолиса и барическим градиентом (геострофический баланс). В океанах все три силы сравнимы между собой (циклогеострофический баланс). В работе Кантхи (L. H. Kantha) и Клейсон (C. A. Clayson) можно увидеть иллюстрацию, показывающую пространственные и временны́е масштабы явлений в атмосфере и океане.
Когда число Россби велико (либо потому, что мало {\displaystyle f}, поскольку дело происходит в тропиках и более низких широтах; либо {\displaystyle L} мало, как в случае со сливом в раковине; или скорости велики), эффект вращения Земли ничтожен и им можно пренебречь. Когда число Россби мало, тогда эффект вращения Земли значителен и общее ускорение сравнительно невелико, позволяя использование геострофического приближения.